# 斯泰茜·米切尔森
斯泰茜·米切尔森（英語：Stacey Michelsen，1991年2月18日—），新西兰女子曲棍球运动员。她曾代表新西兰参加2010年、2014年和2018年英联邦运动会曲棍球比赛，获得一枚金牌、一枚银牌和一枚铜牌。